# Olympische Sommerspiele 1964/Leichtathletik – Dreisprung (Männer)

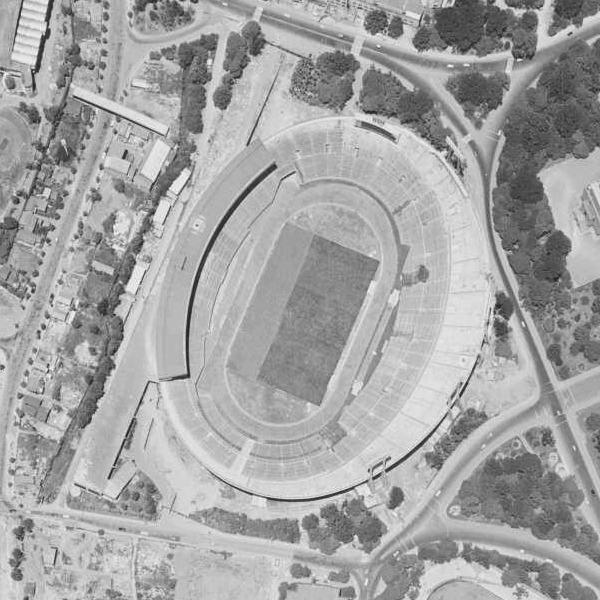
Luftaufnahme des Olympiastadions im Jahr 1963

Der Dreisprung der Männer bei den Olympischen Spielen 1964 in Tokio wurde am 16. Oktober 1964 im Olympiastadion Tokio ausgetragen. 36 Athleten nahmen teil.
Olympiasieger wurde der Pole Józef Szmidt. Er gewann vor den sowjetischen Springern Oleg Fjodossejew und Wiktor Krawtschenko.
Während Springer aus Österreich, der Schweiz und Liechtenstein nicht teilnahmen, gingen drei Deutsche an den Start. Günter Krivec scheiterte in der Qualifikation, ihm fehlten zwei Zentimeter. Hans-Jürgen Rückborn erreichte das Finale und wurde dort Achter. Auch Manfred Hinze qualifizierte sich für das Finale und wurde Sechster.

## Rekorde

### Bestehende Rekorde
| Weltrekord         | 17,03 m | Józef Szmidt ( Polen) | Olsztyn (ehemals Allenstein), Polen | 5. August 1960    |
| Olympischer Rekord | 16,81 m | Józef Szmidt ( Polen) | Finale OS Rom, Italien              | 6. September 1960 |

### Rekordverbesserung
Der polnische Olympiasieger Józef Szmidt verbesserte seinen eigenen olympischen Rekord bei einem Gegenwind von 1,3 m/s im Finale am 16. Oktober um vier Zentimeter auf 16,85 m.

## Durchführung des Wettbewerbs
36 Athleten traten am 16. Oktober zu einer Qualifikationsrunde an, bei der jeder Teilnehmer drei Versuche hatte. Dreizehn von ihnen – hellblau unterlegt – erreichten die Qualifikationsweite von 15,80 m. Für alle qualifizierten Springer fand das Finale am Nachmittag desselben Tages statt. Dort hatte jeder Teilnehmer zunächst drei Versuche. Den sechs besten Athleten standen anschließend drei weitere Sprünge zu.

## Zeitplan
16. Oktober, 10:30 Uhr: Qualifikation

16. Oktober, 14:30 Uhr: Finale
Anmerkung: Alle Zeiten sind in Ortszeit Tokio (UTC + 9) angegeben.

## Windbedingungen
In den folgenden Ergebnisübersichten sind die Windbedingungen zu den einzelnen Sprüngen benannt. Der erlaubte Grenzwert liegt bei zwei Metern pro Sekunde. Bei stärkerer Windunterstützung wird die Weite für den Wettkampf gewertet, findet jedoch keinen Eingang in Rekord- und Bestenlisten.

## Legende
Kurze Übersicht zur Bedeutung der Symbolik – so üblicherweise auch in sonstigen Veröffentlichungen verwendet:
| – | verzichtet                                 |
| x | ungültig                                   |
| w | Windunterstützung über dem zulässigen Wert |

Die jeweiligen Bestweiten der Athleten sind fett gedruckt.

## Qualifikation
Datum: 16. Oktober 1964, 10:30 Uhr
Wetterbedingungen: heiter, 19–21 °C, 42–44 % Luftfeuchtigkeit

### Gruppe A
| Platz | Name                 | Nation         | 1. Versuch (m) Wind (m/s) | 2. Versuch (m) Wind (m/s) | 3. Versuch (m) Wind (m/s) | Weite (m) |
| 1     | Fred Alsop           | Großbritannien | x                         | 15,21 / +1,4              | 16,41 / −1,7              | 16,41     |
| 2     | Manfred Hinze        | Deutschland    | 14,10 / −0,6              | 15,47 / +1,1              | 16,23 / −0,3              | 16,23     |
| 3     | Georgi Stojkowski    | Bulgarien      | 16,21 / −1,4              | –                         | –                         | 16,21     |
| 4     | Józef Szmidt         | Polen          | 16,18 / +1,1              | –                         | –                         | 16,18     |
| 5     | Jan Jaskólski        | Polen          | 16,10 / −1,4              | –                         | –                         | 16,10     |
| 6     | Takayuki Okazaki     | Japan          | 15,76 / −0,1              | 15,47 / +1,2              | 16,05 / −0,2              | 16,05     |
| 7     | Hans-Jürgen Rückborn | Deutschland    | 15,88 / −1,9              | –                         | –                         | 15,88     |
| 8     | Șerban Ciochină      | Rumänien       | 15,81 / +ß.4              | –                         | –                         | 15,81     |
| 9     | Bill Sharpe          | USA            | 15,80 / −1,1              | –                         | –                         | 15,80     |
| 10    | Günter Krivec        | Deutschland    | x                         | 15,78 / +0,1              | 15,78 / +1,7              | 15,78     |
| 11    | Ian Tomlinson        | Australien     | 15,09 / −1,7              | 15,76 / +1,8              | 15,34 / −1,7              | 15,76     |
| 12    | Michael Ralph        | Großbritannien | 15,09 / −1,7              | 13,98 / −0,8              | 15,57 / −1,5              | 15,57     |
| 13    | Henrik Kalocsai      | Ungarn         | x                         | 15,53 / +1,4              | 15,15 / −1,8              | 15,53     |
| 14    | Ljuben Gurguschinow  | Bulgarien      | 14,75 / −1,8              | x                         | x                         | 14,75     |
| 15    | Marc Rabémila        | Madagaskar     | 14,15 / −0,7              | 14,62 / +0,6              | 13,92 / −2,0              | 14,62     |
| 16    | Chu Ming             | Hongkong       | 13,25 / −1,6              | x                         | 13,50 / +1,3              | 13,50     |
| NM    | Graham Boase         | Australien     | x                         | x                         | x                         | ogV       |
| NM    | Tomio Ota            | Japan          | x                         | x                         | x                         | ogV       |

### Gruppe B

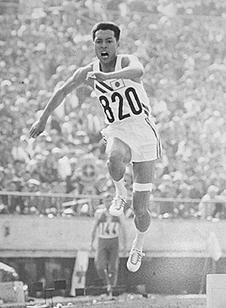
Kōji Sakurai – ausgeschieden mit 15,59 m in Qualifikationsgruppe B

| Platz | Name                       | Nation       | 1. Versuch (m) Wind (m/s) | 2. Versuch (m) Wind (m/s) | 3. Versuch (m) Wind (m/s) | Weite (m) |
| 1     | Ira Davis                  | USA          | 16,29 / −2,6              | –                         | –                         | 16,29     |
| 2     | Oleg Fjodossejew           | Sowjetunion  | 15,87 / −ß,6              | –                         | –                         | 15,87     |
| 3     | Mansour Dia                | Senegal      | 15,64 / −0,4              | 15,84 / −2,2              | –                         | 15,84     |
| 4     | Wiktor Krawtschenko        | Sowjetunion  | 15,81 / −0,4              | –                         | –                         | 15,81     |
| 5     | Witold Krejer              | Sowjetunion  | 15,71 / −1,8              | 15,57 / −2,0              | 15,69 / −1,3              | 15,71     |
| 6     | Kōji Sakurai               | Japan        | 15,42 / −1,6              | 15,59 / −2,3              | 15,45 / −0,4              | 15,59     |
| 7     | Luis Felipe Areta Sampériz | Spanien      | 15,41 / ±0,0              | x                         | x                         | 15,41     |
| 8     | Kent Floerke               | USA          | 15,36 / −0,9              | x                         | 15,33 / −0,7              | 15,36     |
| 9     | George Ogan                | Nigeria      | x                         | 15,35 / −1,2              | 15,28 / +0,8              | 15,35     |
| 10    | Aşkın Tuna                 | Türkei       | 15,08 / +0,3              | 15,21 / −2,4              | x                         | 15,21     |
| 11    | Christian Ohiri            | Nigeria      | 14,35 / −1,3              | 15,08 / −3,0              | 15,00 / −2,8              | 15,08     |
| 12    | Éric Battista              | Frankreich   | 15,04 / −1,8              | x                         | x                         | 15,04     |
| 13    | Labh Singh                 | Indien       | 14,95 / −2,9              | x                         | 14,74 / −1,5              | 14,95     |
| 14    | Hartley Saunders           | Bahamas      | 14,59 / −2,2              | 13,75 / −0,3              | 14,58 / −0,5              | 14,59     |
| 15    | Hwang Chung-dae            | Südkorea     | x                         | x                         | 13,98 / +0,6              | 13,98     |
| 16    | Samir Vincent              | Irak         | x                         | x                         | 13,85 / −1,6              | 13,85     |
| DNS   | Khrisostomos Mousiadis     | Griechenland |                           |                           |                           |           |
| DNS   | Cha Won-Sil                | Nordkorea    |                           |                           |                           |           |

## Finale
Datum: 16. Oktober 1964, 14:30 Uhr
Wetterbedingungen: heiter, 18–21 °C, 47–57 % Luftfeuchtigkeit
| Platz | Name                 | Nation         | 1. Versuch (m) Wind (m/s) | 2. Versuch (m) Wind (m/s) | 3. Versuch (m) Wind (m/s) | 4. Versuch (m) Wind (m/s)                 | 5. Versuch (m) Wind (m/s)                 | 6. Versuch (m) Wind (m/s)                 | Resultat (m) | Anmerkung |
| 1     | Józef Szmidt         | Polen          | 16,37 / +0,8              | 16,65 / +0,2              | 16,58 / +0,1              | x                                         | 14,55 / −1,7                              | 16,85 / −1,3 OR                           | 16,85        | OR        |
| 2     | Oleg Fjodossejew     | Sowjetunion    | 15,73 / +1,0              | 15,67 / −0,3              | 16,35 / +0,1              | 16,20 / +0,7                              | 16,58 / −0,8                              | 16,38 / −1,4                              | 16,58        |           |
| 3     | Wiktor Krawtschenko  | Sowjetunion    | 16,14 / +0,6              | 16,38 / +0,8              | 16,17 / −0,7              | 16,57 / −1,2                              | 16,10 / −1,7                              | 15,99 / −1,7                              | 16,57        |           |
| 4     | Fred Alsop           | Großbritannien | 16,46 / +0,7              | x                         | 16,14 / −1,7              | x                                         | x                                         | 16,14 / −1,7                              | 16,46        |           |
| 5     | Șerban Ciochină      | Rumänien       | 15,79 / −1,7              | 16,23 / −1,6              | 15,70 / −0,9              | 16,10 / −1,3                              | 15,79 / −0,7                              | 15,77 / −1,6                              | 16,23        |           |
| 6     | Manfred Hinze        | Deutschland    | 15,81 / +0,9              | 16,06 / +1,2              | 16,15 / +1,1              | x                                         | 13,63 / −1,6                              | x                                         | 16,15        |           |
|       |                      |                |                           |                           |                           |                                           |                                           |                                           |              |           |
| 7     | Georgi Stojkowski    | Bulgarien      | 15,30 / +2,1              | 15,96 / +0.8              | 16,10 / −0,1              | nicht im Finale der besten sechs Springer | nicht im Finale der besten sechs Springer | nicht im Finale der besten sechs Springer | 16,10        | w         |
| 8     | Hans-Jürgen Rückborn | Deutschland    | 16,09 / +1,4              | x                         | 15,52 / +1,2              | nicht im Finale der besten sechs Springer | nicht im Finale der besten sechs Springer | nicht im Finale der besten sechs Springer | 16,09        |           |
| 9     | Ira Davis            | USA            | 15,97 / −2.0              | 15,82 / −0,5              | 16,00 / −1,1              | nicht im Finale der besten sechs Springer | nicht im Finale der besten sechs Springer | nicht im Finale der besten sechs Springer | 16,00        |           |
| 10    | Takayuki Okazaki     | Japan          | 15,69 / +0,5              | x                         | 15,90 / +1,0              | nicht im Finale der besten sechs Springer | nicht im Finale der besten sechs Springer | nicht im Finale der besten sechs Springer | 15,90        |           |
| 11    | Bill Sharpe          | USA            | 15,84 / −7,8              | 15,69 / ±0,0              | 15,67 / +1,2              | nicht im Finale der besten sechs Springer | nicht im Finale der besten sechs Springer | nicht im Finale der besten sechs Springer | 15,84        |           |
| 12    | Jan Jaskólski        | Polen          | 15,82 / −0,9              | x                         | x                         | nicht im Finale der besten sechs Springer | nicht im Finale der besten sechs Springer | nicht im Finale der besten sechs Springer | 15,82        |           |
| 13    | Mansour Dia          | Senegal        | 15,40 / +0,5              | x                         | 15,44 / +0,6              | nicht im Finale der besten sechs Springer | nicht im Finale der besten sechs Springer | nicht im Finale der besten sechs Springer | 15,44        |           |

Der Pole Józef Szmidt, Olympiasieger von 1960 und Weltrekordler, trat zwar an, doch nach einer Knieoperation einige Monate vor den Spielen wurde ihm der Sieg nicht zugetraut.
Im Finale gelangen dem Briten Fred Alsop im ersten Versuch 16,46 m. Damit führte er nicht lange, denn Szmidt sprang in der zweiten Runde 16,65 m. Bevor es mit den besten sechs Athleten in die letzten drei Durchgänge ging, blieb diese Reihenfolge an der Spitze bestehen. Doch in den Runden vier und fünf trumpften zwei sowjetische Springer auf. Zunächst erreichte Wiktor Krawtschenko 16,57 m, dann steigerte sich Oleg Fjodossejew auf 16,58 m. So war Alsop aus den Medaillenrängen verdrängt. Józef Szmidt verbesserte im letzten Versuch sogar noch seinen eigenen Olympiarekord auf 16,85 m und wiederholte überraschend seinen Olympiasieg von 1960.
Wie 1960 gewann auch diesmal ein Pole vor zwei Springern aus der Sowjetunion.

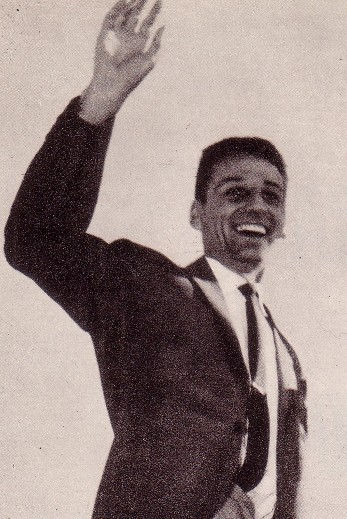
Olympiasieger Józef Szmidt
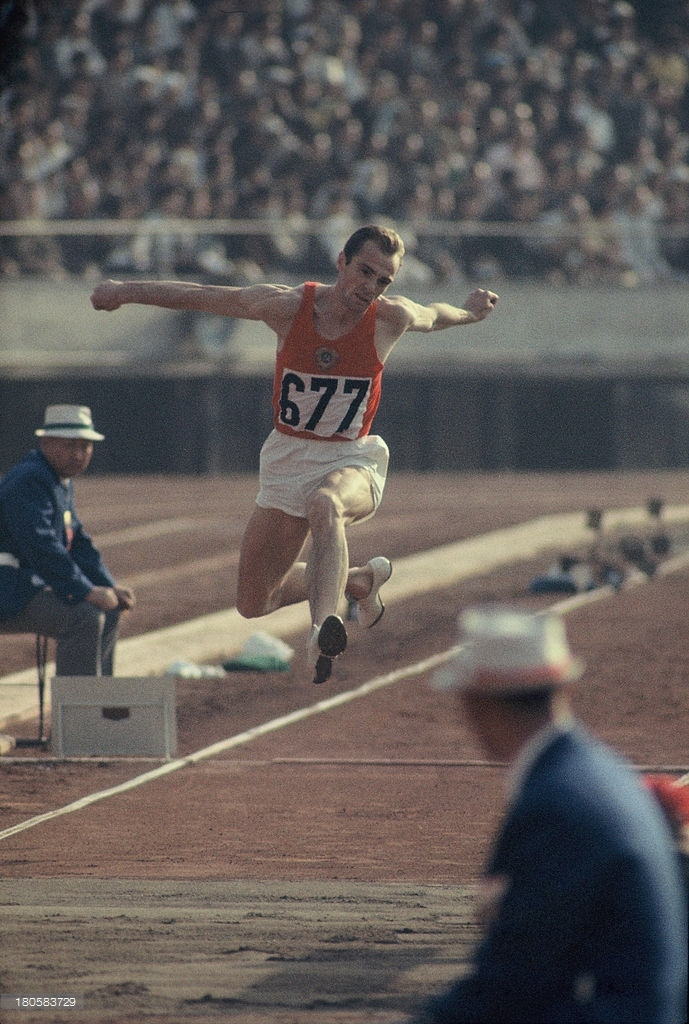
Silber ging an Oleg Fjodossejew
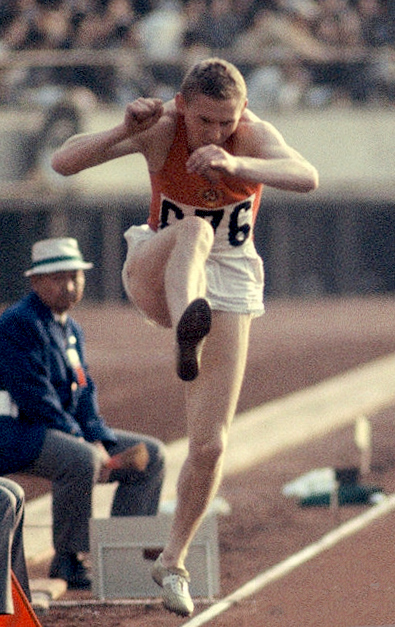
Wiktor Krawtschenko gewann Bronze

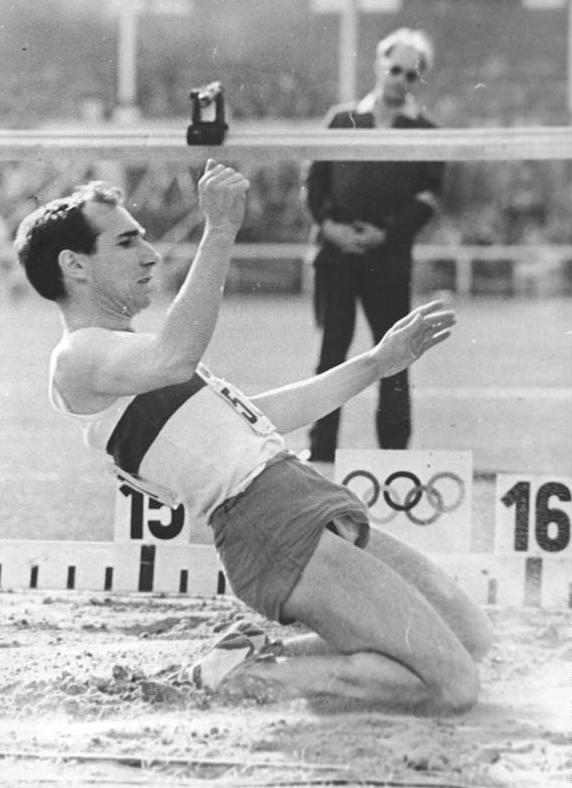
Bester Deutscher: Manfred Hinze auf Platz sechs
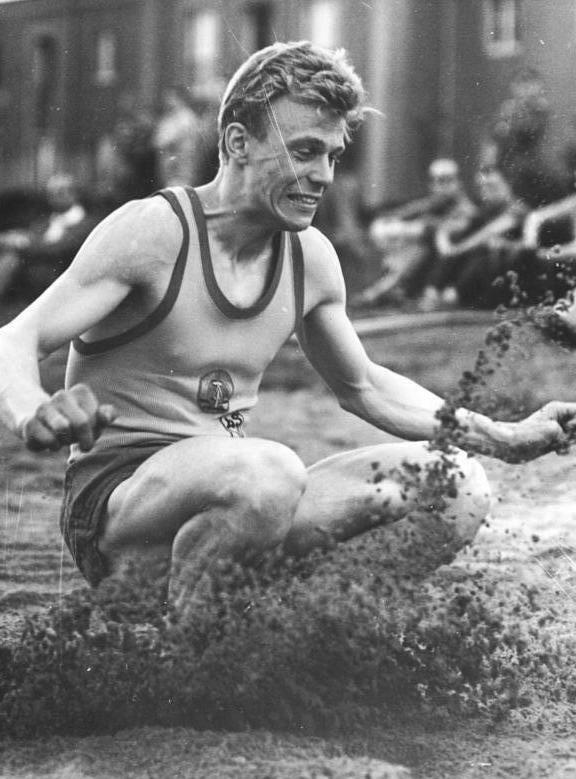
Hans-Jürgen Rückborn belegte Rang acht

## Video
- The Tokyo 1964 Olympics Part 3 | Olympic History, Bereich 4:58 min – 6:30 min, youtube.com, abgerufen am 26. Oktober 2017